# Frankenchrist
Frankenchrist es el tercer álbum de estudio de la banda estadounidense Dead Kennedys, publicado en 1985 por Alternative Tentacles.
Este disco se aleja del sonido crudo y directo de álbumes anteriores, conteniendo canciones más largas, más elaboradas, experimentales y con presencia de instrumentos impensables para la banda, como los sintetizadores, la guitarra acústica o el buzuki eléctrico.

## Arte gráfico y controversia
La portada es el detalle de una fotografía a un desfile de shriners, que muestra a cuatro miembros de la Antigua Orden Árabe de los Nobles del Relicario Místico (A.A.O.N.M.S. En inglés) conduciendo automóviles de juguete. Los cuatro miembros de la orden que aparecen en la portada posteriormente demandaron a la banda por el uso de su imagen, en 1986. 
Sin embargo lo verdaderamente controversial con respecto al arte de Frankenchrist recae en su interior: El LP traía un póster denominado "Penis Landscape", obra del artista suizo H. R. Giger, consistente en una imagen de penes penetrando vulvas.
El grupo fue denunciado por amoralidad por parte de una asociación conservadora estadounidense (PMRC) la cual los llevó a juicio en 1986, por el cual los miembros de la banda fueron condenados (finalmente absueltos en 1987).
El grupo se separaría al poco tiempo de la edición de este álbum, no obstante llegaron a grabar un siguiente trabajo (Bedtime for Democracy), que sería editado en medio de los mencionados problemas judiciales.

## Lista de temas
- Música de Dead Kennedys y letras de Jello Biafra, salvo donde de indica.

Cara A
1. "Soup Is Good Food" – 4:18
2. "Hellnation" (D.H. Peligro) – 2:22
3. "This Could Be Anywhere (This Could Be Everywhere)" – 5:24
4. "A Growing Boy Needs His Lunch" – 5:50
5. "Chicken Farm" – 5:06

Cara B
1. "Jock-O-Rama (Invasion of the Beef Patrol)" – 4:06
2. "Goons of Hazzard" – 4:25
3. "M.T.V. - Get Off the Air" – 3:37
4. "At My Job" (East Bay Ray) – 3:41
5. "Stars and Stripes of Corruption" – 6:23

## Personal
Dead Kennedys
- Jello Biafra - voz, productor, mezclas
- East Bay Ray - guitarra, sintetizador, bellzouki, guitarra acústica
- Klaus Flouride - bajo, coros
- D.H. Peligro - batería, coros